# File Explorer
FIle Explorer, trước đây là Windows Explorer, là một ứng dụng quản lý tập tin đi kèm trong tất cả các phiên bản hệ điều hành Windows từ Windows 95 về sau. Nó cung cấp cho người dùng một giao diện trực quan (giao diện người dùng đồ họa) để truy cập vào các tập tin hệ thống. Nó cũng là một trong những thành phần hệ thống có nhiều biểu tượng trên desktop nhất, như là thanh tác vụ và màn hình nền.  Người dùng vẫn có thể điều khiển máy tính mà không cần sử dụng tới Windows Explorer (ví dụ lệnh File | Run trong Task Manager trên các phiên bản Windows dựa trên Windows NT sẽ hoạt động mà không cần nó, cũng như các lệnh gõ vào command prompt), tuy nhiên File Explorer vẫn là phương pháp đơn giản, hiệu quả và được số đông người dùng tin cậy.

## Tổng quan
Windows Explorer lần đầu tiên được giới thiệu trong Windows 95 để thay thế cho File Manager, có trong tất cả các phiên bản hệ điều hành Windows 3.x. Explorer có thể được truy cập bằng cách kích đúp vào biểu tượng My Computer hoặc khởi chạy từ Start Menu để thay thế cho chương trình Program Manager trước đó. Ngoài ra còn có một phím tắt kết hợp: phím Windows+E. Các phiên bản tiếp theo của Windows (và trong một số trường hợp, Internet Explorer) giới thiệu các tính năng và khả năng làm việc mới, gỡ bỏ các tính năng khác và thường phát triển từ một công cụ chuyển hướng hệ thống tập tin đơn giản thành một tác vụ dựa trên hệ thống quản lý tập tin.
Mặc dù "Windows Explorer" hoặc "File Explorer" là thuật ngữ được sử dụng phổ biến nhất để mô tả khía cạnh quản lý tập tin của hệ điều hành, tiến trình Explorer cũng chứa các chức năng tìm kiếm của hệ điều hành và các loại liên kết Loại Tệp (dựa trên các phần mở rộng tên tập tin) và chịu trách nhiệm hiển thị biểu tượng trên màn hình nền, Start Menu, Taskbar, và Control Panel. Nói chung, các tính năng này được gọi là Windows Shell.
Sau khi người dùng đăng nhập, tiến trình process được tạo ra bởi tiến trình userinit. Userinit thực hiện một số khởi tạo môi trường người dùng (chẳng hạn như chạy script đăng nhập và áp dụng các chính sách nhóm) rồi sau đó tìm trong registry ở giá trị Shell và tạo ra một tiến trình để chạy shell hệ thống - theo mặc định là Explorer.exe, Sau đó Userinit thoát. Đây là lý do tại sao tiến trình Explorer.exe được hiển thị bởi các phần mềm quản lý tiến trình khác nhau dưới dạng không có tiến trình cha - tiến trình cha của nó đã thoát ngay sau khi nó khởi động rồi.

## Lịch sử
Năm 1995, Microsoft lần đầu tiên phát hành các phiên bản thử nghiệm của một giao diện mới, có tên Shell Technology Preview và thường được gọi là "NewShell". Bản cập nhật được thiết kế để thay thế Program Manager/File Manager của Windows 3.x với Windows Explorer. Phiên bản này cung cấp các khả năng tương tự như shell của Windows "Chicago" (tên mã của Windows 95) trong các giai đoạn beta cuối của nó, tuy nhiên nó chỉ được giới thiệu với mục đích thử nghiệm. Có hai phiên bản rộng rãi của Shell Technology Preview, được cung cấp cho người dùng MSDN và CompuServe: phiên bản 26/5/1995 và phiên bản 8 tháng 8 năm 1995. Cả hai đều có Windows Explorer mã bản dựng 3.51.1053.1. Chương trình Shell Technology Preview chưa bao giờ phát hành bản cuối cùng cho Windows NT 3.51. Toàn bộ chương trình đã được chuyển tới nhóm phát triển Cairo, nhóm cuối cùng đã tích hợp thiết kế vỏ mới vào mã nguồn của NT với việc phát hành NT 4.0 vào tháng 7 năm 1996.

### Windows 98 và Windows Desktop Update
Với việc phát hành Windows Desktop Update (được đóng gói với Internet Explorer 4.0 như là một thành phần tùy chọn và bao gồm trong Windows 98), Windows Explorer đã trở nên "tích hợp" với Internet Explorer, đáng chú ý nhất là việc bổ sung mũi tên điều hướng Di chuyển giữa các thư mục đã truy cập gần đây, cũng như trình đơn Yêu thích của Internet Explorer. Vào thời điểm những thay đổi này gây ra mối quan ngại về chống độc quyền về việc kết hợp những gì được xem như là một tính năng ứng dụng, nhưng tính năng này đã được giả lập bởi hầu hết các trình duyệt tập tin khác.
Một thanh địa chỉ cũng được thêm vào Windows Explorer, mà người dùng có thể gõ trực tiếp các đường dẫn thư mục và được đưa đến thư mục đó. Nó cũng hoạt động như một thanh URL cho các địa chỉ Internet, các trang web sẽ mở trong phần chính của cửa sổ.
Một tính năng khác dựa trên công nghệ Internet Explorer là các thư mục cá nhân hóa. Các thư mục như vậy chứa một trang web ẩn kiểm soát cách Windows Explorer hiển thị nội dung của thư mục. Tính năng này đã chứng minh có lỗ hổng bảo mật do sự tin cậy của nó đối với các đối tượng ActiveX và kịch bản lệnh (script), và đã được gỡ bỏ với sự ra đời của Windows XP.
Tính năng mới khác:
- Khả năng thêm các thanh công cụ khác vào thanh tác vụ, rõ nhất là thanh Quick Launch.
- Active Desktop, làm cho màn hình nền trở thành một trang web.
- Nhấp chuột một lần để kích hoạt các biểu tượng trong Windows Explorer, tuân thủ theo mô hình trang web (chỉ nhấn một lần đối với các đường dẫn).
- Desktop Channels.
- Các thư mục ảo mới cho Scheduled Tasks và Web Folders

### Windows Me và Windows 2000

The integrated media player in Windows Explorer playing a MIDI sequence.

Giao diện thư mục "Web-style", với khung Explorer bên trái hiển thị chi tiết cho đối tượng hiện đang được chọn, được bật theo mặc định. Đối với các loại file nhất định, chẳng hạn như ảnh và file đa phương tiện, bản xem trước cũng được hiển thị trong ngăn bên trái. Explorer trên Windows 2000 đã giới thiệu một trình phát media tương tác làm trình xem trước cho các tệp âm thanh và video. Tuy nhiên, như trình xem trước có thể được kích hoạt trong Windows Me thông qua việc sử dụng các mẫu tùy chỉnh thư mục. Windows Explorer trong Windows 2000 và Windows Me cho phép xem trước hình thu nhỏ tuỳ chỉnh và công cụ xử lý chú giải. Công cụ chú giải mặc định hiển thị tên tập tin, tác giả, chủ đề và nhận xét. Siêu dữ liệu này có thể được đọc từ một luồng NTFS đặc biệt, nếu tập tin nằm trên một ổ đĩa NTFS, hoặc từ một dòng lưu trữ cấu trúc COM, nếu file là một tài liệu lưu trữ có cấu trúc. Tất cả tài liệu của Microsoft Office kể từ Office 95   đều sử dụng bộ nhớ có cấu trúc nên siêu dữ liệu của chúng có thể hiển thị trong chú giải công cụ mặc định của Windows 2000 Explorer. Các phím tắt của file cũng có thể lưu trữ nhận xét được hiển thị dưới dạng chú giải công cụ khi chuột di chuyển qua phím tắt.
Khung bên phải thường chỉ liệt kê các tệp và thư mục, cũng có thể được tùy chỉnh. Ví dụ, nội dung của các thư mục hệ thống không được hiển thị theo mặc định, thay vì hiển thị trong khung bên phải một cảnh báo cho người dùng sửa đổi nội dung của thư mục hệ thống có thể gây hại cho máy tính của họ. Có thể xác định các khung Explorer bổ sung bằng cách sử dụng các phần tử DIV trong các tệp mẫu thư mục. Tính năng này đã bị lạm dụng bởi nhiều vi rút máy tính sử dụng các tập lệnh độc hại, các applet Java, hay các điều khiển ActiveX trong các tệp mẫu thư mục như là các dạng lây nhiễm của chúng. Hai loại virus này là VBS / Roor-C và VBS.Redlof.a.
Các phần tử Explorer UI khác có thể được tuỳ chỉnh bao gồm các cột trong chế độ xem chi tiết, các lớp phủ biểu tượng và các nhà cung cấp tìm kiếm. Khung tìm kiếm dựa trên DHTML mới được tích hợp vào Windows 2000 Explorer, không giống như hộp thoại tìm kiếm riêng được tìm thấy trong tất cả các phiên bản Explorer trước đó.
Các tính năng tìm kiếm đã được thêm vào, cung cấp tìm kiếm toàn văn các tài liệu, với các tùy chọn lọc theo ngày (bao gồm các phạm vi tùy ý như "được sửa đổi trong tuần trước"), kích thước và loại tệp. Dịch vụ lập chỉ mục cũng đã được tích hợp vào hệ điều hành và khung tìm kiếm được tích hợp trong Explorer cho phép tìm kiếm các tệp được lập chỉ mục bởi cơ sở dữ liệu của nó. Khả năng tùy chỉnh các nút chuẩn cũng đã được bổ sung.

### Windows XP và Windows Server 2003
Đã có những thay đổi đáng kể đối với Windows Explorer trong Windows XP, cả trực quan lẫn chức năng. Microsoft đã tập trung đặc biệt vào việc làm cho Explorer trở nên dễ điều khiển hơn và tập trung hơn vào công việc cũng như thêm một số tính năng để phản ánh việc sử dụng ngày càng tăng của một máy tính như là một trung tâm kỹ thuật số.
Windows Explorer trong Windows Server 2003 có tất cả các tính năng tương tự như Windows XP, nhưng các khung tác vụ và khung đồng hành tìm kiếm bị vô hiệu theo mặc định.

#### Khung tác vụ
Khung tác vụ được hiển thị ở phía bên tay trái của cửa sổ thay vì khung nhìn thư mục thư truyền thống. Nó trình bày cho người dùng một danh sách các hành động phổ biến và đích đến có liên quan đến thư mục hiện hành hoặc tập tin đã chọn. Ví dụ: khi trong một thư mục chứa chủ yếu là hình ảnh, một tập hợp các "Nhiệm vụ ảnh" được hiển thị, cung cấp các tùy chọn để hiển thị những hình ảnh này như một trình chiếu, để in ra hoặc để trực tuyến để đặt hàng in. Ngược lại, một thư mục chứa các tệp nhạc sẽ cung cấp các tùy chọn để phát các tệp đó trong một trình phát media hoặc để trực tuyến để mua nhạc. Windows XP đã có một thanh Media nhưng nó đã được gỡ bỏ từ bản cập nhật SP1. Media Bar chỉ có sẵn với Windows XP RTM.
Mỗi thư mục cũng có một mục "File and Folder Tasks", cung cấp các tùy chọn để tạo các thư mục mới, chia sẻ một thư mục trên mạng nội bộ, xuất bản các tập tin hoặc thư mục tới một trang web, và các tác vụ phổ biến khác như sao chép, đổi tên, di chuyển, và xóa các tập tin thư mục. Các loại tệp đã xác định mình là có thể in được cũng có một tùy chọn được liệt kê để in tệp.
Bên dưới "File and Folder Tasks" là "Other Places", có liên kết đến các vị trí phổ biến khác như "My Computer", "Control Panel" và "My Documents". Những thay đổi này cũng phụ thuộc vào thư mục của người dùng, dẫn đến một số lời chỉ trích của Microsoft vì không nhất quán trong việc hiển thị lựa chọn điều hướng.
Bên dưới "Other Places" là ngăn "Details" cung cấp thông tin bổ sung - điển hình là kích thước và ngày của tệp nhưng tùy thuộc vào loại tệp, bản xem trước có thể là hình thu nhỏ, tác giả, kích thước hình ảnh hoặc các chi tiết khác.
Các nút "Folders" trên thanh công cụ Windows Explorer giúp chuyển đổi giữa chế độ xem cây truyền thống của thư mục, và ngăn tác vụ. Người dùng có thể ẩn khung nhiệm vụ hoặc khôi phục lại nó bằng cách truy cập vào: Tools – Folder Options – General – Show Common Tasks/Use Windows Classic Folders.

#### Search companion
Microsoft đã giới thiệu "Search Companions"  (bạn đồng hành) nhằm cố gắng làm quá trình tìm kiếm thêm hấp dẫn và thân thiện. Nhân vật mặc định ở đây là một con chó con có tên là Rover (trước đây được sử dụng trong Microsoft Bob), với ba nhân vật khác (nhà ảo thuật Merlin, người lướt sóng Earl, và Courtney) cũng có sẵn cho người dùng chọn. Các bạn đồng hành này sử dụng cùng một công nghệ như Office Assistants của Microsoft Office, thậm chí còn biết làm những "thủ thuật" (hiệu ứng của Rover là mở sách ra tìm, vẫy đuôi,...) và hiệu ứng âm thanh. Ngoài ra chúng có thể được sử dụng làm Office Assistants nếu tệp của họ được sao chép vào thư mục C:/Windows/msagent/chars. Đây là một trong những tính năng được yêu thích nhất trong Windows Explorer của Windows XP.
Khả năng tìm kiếm tương tự như Windows Me và Windows 2000, với một bổ sung lớn là tìm kiếm cũng có thể được hướng dẫn để chỉ tìm kiếm các tệp được phân loại là "Documents" hoặc "Pictures, music and video". Tính năng này đáng chú ý chủ yếu là bởi cách Windows xác định loại tệp nào có thể được phân loại theo các loại này. Để duy trì một danh sách các loại tệp tin liên quan, Windows Explorer sẽ kết nối với Microsoft và tải xuống một tập hợp các tệp tin XML xác định loại tệp này là gì. Bạn có thể tắt tính năng đồng hành tìm kiếm với cửa sổ tìm kiếm cổ điển được sử dụng trong Windows 2000 bằng cách sử dụng ứng dụng Tweak UI từ PowerToys của Microsoft cho Windows XP hoặc bằng cách chỉnh sửa registry theo cách thủ công.

#### Xử lý ảnh
Windows XP cải thiện xem trước hình ảnh trong Explorer bằng cách cung cấp một chế độ Filmstrip. Các nút "Quay lại" và "Về trước" giúp dễ dàng điều hướng qua các hình ảnh, và một nút "Xoay" cung cấp khả năng xoay vòng hình ảnh 90 độ theo chiều kim đồng hồ hoặc ngược chiều kim đồng hồ. Bên cạnh chế độ xem Filmstrip, có chế độ 'Thumbnails' hiển thị các hình ảnh có kích thước thu nhỏ trong thư mục. Một thư mục có chứa hình ảnh cũng sẽ hiển thị hình thu nhỏ của bốn hình ảnh từ thư mục đó được phủ lên trên một biểu tượng thư mục lớn. 

#### Xuất bản Web
Các trang web cung cấp các dịch vụ lưu trữ hình ảnh có thể được cắm vào Windows Explorer, người dùng có thể sử dụng để chọn hình ảnh trên máy tính của họ và tải chúng lên mà không cần giải quyết các giải pháp tương đối phức tạp liên quan đến giao thức FTP hoặc giao thức web.

#### Những thay đổi khác
- Explorer đã có được khả năng hiểu các siêu dữ liệu của một số loại tệp tin. Ví dụ: với hình ảnh từ máy ảnh kỹ thuật số, thông tin Exif có thể được xem, cả trong các trang thuộc tính cho ảnh, cũng như thông qua các cột Chi tiết xem bổ sung.
- Chế độ xem Tile đã được thêm vào, hiển thị biểu tượng của tệp với kích thước lớn hơn (48 × 48) và đặt tên tệp, mô tả loại và thông tin bổ sung (thường là kích thước tệp cho tệp dữ liệu và tên nhà xuất bản cho các ứng dụng) rẽ phải.
- Chế độ xem chi tiết cũng đưa ra một tùy chọn bổ sung có tên gọi "Hiển thị trong Nhóm" cho phép Explorer tách nội dung của nó theo các tiêu đề dựa trên trường được sử dụng để sắp xếp các mục.
- Thanh tác vụ có thể bị khóa để tránh các trường hợp di chuyển nhầm.
- Trong Windows XP thì Windows Explorer cũng có khả năng ghi đĩa CD và đĩa DVD-RAM.
- Hỗ trợ cho các tập tin ZIP được gọi là "compressed folder".[19]

#### Các tính năng được thay đổi hoặc bỏ đi
- Thứ tự sắp xếp đã thay đổi so với trong Windows 2000. Đối với các tệp tin có chứa số Windows Explorer bây giờ cố gắng sắp xếp dựa trên giá trị số thay vì chỉ so sánh từng chữ số theo chữ số cho mỗi vị trí ký tự trong tên tệp..[20]

### Windows Vista and Windows Server 2008

Windows Explorer in Windows Vista

#### Tìm kiếm, tổ chức và siêu dữ liệu
Windows Explorer trên hai phiên bản Windows này bổ sung những thay đổi đáng kể từ các phiên bản trước của Windows chẳng hạn như cải tiến lọc, phân loại, nhóm và xếp chồng lên nhau. Kết hợp với tìm kiếm trên máy tính để bàn tích hợp, Windows Explorer cho phép người dùng tìm và sắp xếp các tệp theo những cách mới, chẳng hạn như ngăn xếp. Chế độ xem ngăn xếp nhóm các tệp theo tiêu chí được chỉ định bởi người dùng. Các ngăn xếp có thể được nhấp để lọc các tập tin được hiển thị trong Windows Explorer. Ngoài ra còn có khả năng lưu các tìm kiếm như các thư mục ảo hoặc Tìm kiếm các thư mục. Một Thư mục tìm kiếm chỉ đơn giản là một tệp XML, lưu trữ truy vấn dưới dạng có thể được sử dụng bởi hệ thống con tìm kiếm của Windows. Khi truy cập, tìm kiếm được thực hiện và kết quả được tổng hợp và trình bày dưới dạng một thư mục ảo. Windows Vista bao gồm sáu Thư mục Tìm kiếm theo mặc định: Recent Documents, Recent E-mail, Recent Music, Recent Pictures and Videos, Recently Changed, và Shared By Me. Khi phân loại các mục, thứ tự sắp xếp không còn liên tục Tăng hoặc Giảm. Mỗi tài sản có một hướng sắp xếp ưa thích. Ví dụ: Sắp xếp theo Ngày mặc định theo thứ tự giảm dần, cũng như Size. Nhưng Tên và Loại mặc định theo thứ tự tăng dần.
Tìm kiếm các tập tin có chứa một chuỗi văn bản đã trở thành vấn đề với Vista trừ khi các tập tin đã được lập chỉ mục. Một cách khác là sử dụng chức năng findstr command-line. Sau khi nhấp chuột phải vào một thư mục, bạn có thể mở một dòng lệnh nhắc trong thư mục đó.
Windows Explorer cũng chứa các sửa đổi trong việc trực quan hoá các tệp trên máy tính. Một bổ sung mới cho Windows Explorer trong Vista và Server 2008 là Details Pane (khung chi tiết), hiển thị siêu dữ liệu và thông tin liên quan đến tập tin hoặc thư mục hiện đang được chọn. Pane chi tiết cũng sẽ hiển thị hình thu nhỏ của tệp hoặc biểu tượng của loại tệp tin nếu tệp không chứa thông tin thị giác. Hơn nữa, hình ảnh khác nhau được phủ lên hình thu nhỏ để cung cấp thêm thông tin về tệp, chẳng hạn như khung ảnh xung quanh hình thu nhỏ của tệp hình ảnh hoặc dải phim trên tệp video.
xxxxnhỏ|Khung chi tiết của Windows Explorer trên Windows Vista và Windows Server 2008 đang hiện các siêu dữ liệu của một tập tin hình ảnh.]]
Details pane cũng cho phép thay đổi một số siêu dữ liệu văn bản như 'Author' và 'Title' trong các tệp hỗ trợ chúng trong Windows Explorer. Một loại siêu dữ liệu mới được gọi là thẻ cho phép người dùng thêm thuật ngữ mô tả vào tài liệu để phân loại và truy xuất dễ dàng hơn. Một số tệp hỗ trợ siêu dữ liệu mở, cho phép người dùng định nghĩa các loại siêu dữ liệu mới cho tệp của họ. Out-of-the-box, Windows Vista và Windows Server 2008 hỗ trợ các tài liệu Microsoft Office và hầu hết các tệp âm thanh và video. Hỗ trợ các loại tập tin khác có thể được thêm bằng cách viết phần mềm chuyên dụng để lấy siêu dữ liệu theo yêu cầu của trình bao. Siêu dữ liệu được lưu trữ trong luồng luân phiên (thứ cấp) của tệp tin chỉ trên các tệp NTFS không thể xem và chỉnh sửa thông qua tab 'Tóm tắt' của thuộc tính tệp. Thay vào đó, tất cả các siêu dữ liệu được lưu trữ bên trong tập tin, do đó nó sẽ luôn luôn đi du lịch với các tập tin và không được phụ thuộc vào hệ thống tập tin.

#### Bố cục và biểu tượng
Windows Explorer trong Windows Vista và Windows Server 2008 cũng giới thiệu một bố cục mới. Các Task Panes từ Windows XP được thay thế bằng một thanh công cụ phía trên cùng và một panel Điều hướng ở bên trái. Bảng điều khiển bao gồm các thư mục thường truy cập và các Thư mục Tìm kiếm Cấu hình sẵn. Có 8 chế độ xem khác nhau để xem các tệp và thư mục, bao gồm Extra Large, Large, Medium, Small, List, Details, Tiles và Content. Ngoài ra, các tiêu đề cột bây giờ xuất hiện trong tất cả các chế độ xem biểu tượng, không giống như Windows XP, nơi chúng chỉ xuất hiện trong chế độ Xem chi tiết hình tượng. Các thao tác tập tin và thư mục như Cắt, Sao chép, Dán, Hoàn tác, Làm lại, Xóa, Đổi tên và Thuộc tính được tích hợp vào trình đơn thả xuống xuất hiện khi nút Tổ chức được nhấp. Cũng có thể thay đổi bố cục của cửa sổ Explorer bằng cách sử dụng nút Organize. Người dùng có thể chọn hiển thị menu cổ điển, một ô tìm kiếm, một ô xem trước, một ô đọc và/hoặc ô điều hướng. Ô Xem trước cho phép người dùng xem trước tệp (ví dụ: tài liệu hoặc tệp phương tiện) mà không cần mở chúng. Nếu một ứng dụng, chẳng hạn như Microsoft Office 2007, cài đặt bộ xử lý xem trước cho các loại tệp, sau đó các tệp này cũng có thể được chỉnh sửa bên trong ô Xem trước.
Windows Vista đã giới thiệu thanh breadcrumb để điều hướng dễ dàng hơn. Khác với Thanh địa chỉ trước hiển thị thư mục hiện tại trong một combobox đơn giản có thể chỉnh sửa, kiểu mới này sẽ cấu trúc đường dẫn vào các cấp độ xếp hạng thư mục có thể nhấp vào, cho phép người dùng bỏ qua nhiều cấp độ thư mục để tới thẳng thư mục mẹ mong muốn trong một cú nhấp chuột chứ không phải nhấp liên tục vào nút "Up" như thời Windows XP. Cũng có thể điều hướng đến bất kỳ thư mục con nào trong thư mục hiện tại bằng cách sử dụng mũi tên ở bên phải của mục cuối cùng. Thanh Menu hiện được ẩn theo mặc định nhưng lại xuất hiện lại khi người dùng nhấn phím Alt.
Hộp kiểm trong Windows Explorer cho phép lựa chọn nhiều tệp. Tự do sử dụng không gian trên tất cả các ổ đĩa được hiển thị trong các thanh chỉ báo ngang. Các kích cỡ khác nhau được hỗ trợ bao gồm: 16 x 16, 24 x 24, 32 x 32, 48 x 48, 64 x 64, 96 x 96, 128 x 128 và 256 x 256. Windows Explorer có thể phóng to các biểu tượng vào và ra bằng cách sử dụng Thanh trượt hoặc bằng cách giữ phím Ctrl và sử dụng thanh cuộn chuột. Live Icons có thể hiển thị nội dung của các thư mục và các tập tin hơn là các biểu tượng thông thường.

#### Những thay đổi khác
Với việc phát hành Windows Vista & Server 2008 và Windows Internet Explorer 7 cho Windows XP, Internet Explorer không còn tích hợp với Windows Explorer nữa. Trong Windows Vista và Server 2008 (và trong những bản Windows XP có cài IE7 hoặc IE8), Windows Explorer không còn hiển thị các trang web, và IE7 không hỗ trợ sử dụng như là một trình quản lý tập tin, mặc dù một trong hai chương trình này sẽ khởi động riêng biệt nếu cần.
Khi di chuyển hoặc sao chép các tệp từ một thư mục này sang thư mục khác, nếu hai tệp có cùng tên, một tùy chọn hiện có để đổi tên tệp; Trong các phiên bản trước của Windows, người dùng đã được nhắc nhở để chọn thay thế hoặc hủy bỏ việc di chuyển tệp. Ngoài ra, khi đổi tên một tập tin, Explorer chỉ làm nổi bật tên tập tin mà không chọn phần mở rộng. Đổi tên nhiều tệp nhanh hơn bằng cách nhấn Tab tự động đổi tên tệp hoặc thư mục hiện có và mở trường văn bản tên tệp cho tệp tiếp theo để đổi tên. Shift + Tab cho phép đổi tên theo cách tương tự.
Khả năng hỗ trợ ghi dữ liệu vào các đĩa DVD (DVD ± R, DVD ± R DL, DVD ± R RW) cùng với đĩa CD và DVD-RAM sử dụng phiên bản 2.0 của API Image Mastering API cũng đã được bổ sung trong phiên bản Explorer này.
Trong trường hợp tệp đang được ứng dụng khác sử dụng, Windows Explorer sẽ thông báo cho người dùng đóng ứng dụng và thử lại hoạt động của tệp. Ngoài ra, một giao diện mới 'IFileIsInUse' được giới thiệu trong API mà các nhà phát triển có thể sử dụng để cho phép các ứng dụng khác chuyển sang cửa sổ chính của ứng dụng có tệp mở hoặc đơn giản là đóng tệp từ hộp thoại "Tệp Sử dụng". Nếu ứng dụng đang chạy làm lộ các thao tác này bằng giao diện IFileInUse, Windows Explorer sẽ gặp phải một tập tin bị khóa, cho phép người dùng đóng tệp hoặc chuyển sang ứng dụng từ hộp thoại.

#### Những tính năng đã thay đổi hoặc bị loại bỏ
Khả năng tuỳ chỉnh cách bố trí và các nút trên thanh công cụ đã bị xoá trong Windows Explorer của Explorer, cũng như khả năng thêm mật khẩu vào tệp zip (thư mục nén). Nút Thanh công cụ trong Explorer để đi lên một thư mục từ thư mục hiện tại đã bị xóa (chức năng vẫn còn tồn tại tuy nhiên, người ta có thể di chuyển lên một thư mục bằng cách nhấn Alt + ↑). Mặc dù vẫn có sẵn đầy đủ từ menu và phím tắt, các nút trên thanh công cụ cho Cắt, Sao chép, Dán, Hoàn tác, Xóa, Thuộc tính và một số khác không còn nữa. Menu Bar cũng ẩn theo mặc định, nhưng vẫn có sẵn bằng cách nhấn phím Alt, hoặc thay đổi khả năng hiển thị của nó trong các tùy chọn bố cục. Một số tính năng khác sẽ được gỡ bỏ như hiển thị kích thước trên thanh trạng thái mà không chọn các mục, lưu trữ siêu dữ liệu trong các luồng thứ cấp NTFS, giao diện IColumnProvider cho phép thêm các cột tùy chỉnh vào Explorer và tùy chỉnh nền thư mục bằng cách sử dụng desktop.ini.
Tùy chọn "Quản lý cặp trang Web và thư mục" cũng được gỡ bỏ, và người dùng không có cách nào nói với Vista rằng một tập tin.html và thư mục có cùng tên đã được tạo ra khi lưu một trang web hoàn chỉnh từ IE nên được xử lý Riêng biệt, đó là, họ không thể xóa các thư mục và cũng không thể xóa các tập tin html. Một giải pháp cho điều này được cung cấp  tại địa chỉ web <http://windowsxp.mvps.org/webpairs.htm Lưu trữ ngày 24 tháng 12 năm 2010 tại Wayback Machine>. Sau khi tệp webpairs.reg đã được hợp nhất vào sổ đăng ký, tuỳ chọn "Quản lý cặp trang web và thư mục" có sẵn trong thẻ View trong Folder Options.
Khả năng nhấn chuột phải vào một thư mục và nhấn "Search" đã bị gỡ bỏ trong Windows Vista Service Pack 1. Người dùng phải mở thư mục họ muốn tìm kiếm và nhập từ khóa của họ vào trường tìm kiếm nằm ở góc trên cùng bên phải của cửa sổ. Thay vào đó, người dùng có thể chỉ định các thông số tìm kiếm khác thông qua giao diện "Advanced Search", có thể truy cập bằng cách nhấp vào Organize Bar và chọn Search Pane trong menu Layout. Ngoài ra người dùng cũng có thể dùng phím F3 để mở giao diện "Advanced Search".

### Windows 7 và Windows Server 2008 R2

Windows Explorer in Windows 7

#### Thư viện (Libraries)
Windows Explorer trong Windows 7 và Windows Server 2008 R2 hỗ trợ Thư viện (Libraries), những thư mục ảo được mô tả trong tập tin .library-ms tập hợp nội dung từ các vị trí khác nhau - bao gồm các thư mục chia sẻ trên các hệ thống mạng nếu thư mục chia sẻ đã được lập chỉ mục bởi hệ thống máy chủ và hiển thị chúng trong một chế độ xem thống nhất. Việc tìm kiếm trong thư viện sẽ tự động liên kết truy vấn với các hệ thống từ xa, ngoài việc tìm kiếm trên hệ thống cục bộ, để các tệp trên các hệ thống từ xa cũng được tìm kiếm. Không giống như các thư mục tìm kiếm, Thư viện được hỗ trợ bởi một vị trí vật lý cho phép các tệp được lưu trong Thư viện. Các tệp tin này được lưu trong một cách rõ ràng trong thư mục vật lý dự phòng. Vị trí lưu mặc định cho thư viện có thể được người dùng định cấu hình, cũng như cách bố trí chế độ xem mặc định cho mỗi thư viện. Thư viện thường được lưu trữ trong thư mục đặc biệt Thư viện, cho phép chúng được hiển thị trên ngăn điều hướng.
Theo mặc định, tài khoản người dùng mới trong Windows 7 chứa bốn thư viện, cho các loại tệp khác nhau: Tài liệu, Âm nhạc, Hình ảnh và Video. Chúng được cấu hình để bao gồm các thư mục hồ sơ của người dùng cho các loại tệp tương ứng cũng như các thư mục Công cộng tương ứng của máy tính.
Ngoài việc kết hợp nhiều vị trí lưu trữ, Thư viện cho phép sắp xếp số lần xem và đề xuất bộ lọc tìm kiếm. Chế độ xem Bố trí cho phép người dùng xoay khung nhìn của họ về nội dung của thư viện dựa trên siêu dữ liệu. Ví dụ: chọn chế độ xem theo tháng ở thư viện Ảnh sẽ hiển thị ảnh trong ngăn xếp, trong đó mỗi ngăn xếp đại diện cho một tháng ảnh dựa vào ngày chụp. Trong thư viện Nhạc, chế độ xem theo Tác giả sẽ hiển thị các ngăn xếp của các album từ các nghệ sĩ trong bộ sưu tập của chúng và duyệt qua ngăn xếp nghệ sĩ sau đó sẽ hiển thị các album có liên quan.
Bộ lọc tìm kiếm gợi ý là một tính năng mới của hộp tìm kiếm của Windows 7 và Windows Server 2008 R2 Explorer. Khi người dùng nhấp chuột vào hộp tìm kiếm, một trình đơn hiển thị bên dưới nó hiển thị các tìm kiếm gần đây cũng như bộ lọc Advanced Query Syntax được đề xuất mà người dùng có thể nhập. Khi đã chọn (hoặc gõ bằng tay), trình đơn sẽ cập nhật để hiển thị các giá trị có thể lọc cho thuộc tính đó, và danh sách này dựa trên vị trí hiện tại và các phần khác của truy vấn đã nhập. Ví dụ: chọn thẻ "thẻ" hoặc nhập "thẻ:" vào hộp tìm kiếm sẽ hiển thị danh sách các giá trị thẻ có thể sẽ trả về kết quả tìm kiếm.
Siêu dữ liệu được viết trong những tập tin được hiện thực hóa trong Vista, và vẫn còn được sử dụng trong Windows 7. Điều này đôi khi có thể dẫn đến thời gian chờ đợi lâu để hiển thị nội dung của một thư mục. Ví dụ: nếu một thư mục chứa nhiều tệp video lớn tổng cộng hàng trăm gigabyte, và cửa sổ Window Explorer nằm trong chế độ xem chi tiết hiển thị thuộc tính chứa trong siêu dữ liệu (ví dụ Date, Length, Frame Height), Windows Explorer có thể phải tìm kiếm Nội dung của toàn bộ tập tin cho dữ liệu meta. Một số tệp bị hỏng cũng có thể gây ra sự chậm trễ kéo dài. Điều này là do thông tin siêu dữ liệu có thể được đặt ở bất cứ đâu trong tệp, đầu, giữa hoặc cuối, bắt buộc phải tìm kiếm toàn bộ tệp tin. Sự chậm trễ kéo dài cũng xuất hiện khi hiển thị nội dung của một thư mục với nhiều loại biểu tượng chương trình khác nhau. Biểu tượng được chứa trong siêu dữ liệu. Một số chương trình gây ra việc kích hoạt quét virus khi lấy thông tin biểu tượng từ siêu dữ liệu, do đó tạo ra một sự chậm trễ dài.
Arrangement Views và Search Filter Suggestions là các tính năng được cơ sở dữ liệu hỗ trợ yêu cầu tất cả các vị trí trong Thư viện được lập chỉ mục bởi dịch vụ Tìm kiếm của Windows. Địa điểm đĩa cục bộ phải được lập chỉ mục bởi bộ chỉ mục cục bộ, và Windows Explorer sẽ tự động thêm các vị trí vào phạm vi lập chỉ mục khi chúng được bao gồm trong một thư viện. Vị trí từ xa có thể được lập chỉ mục bởi trình tạo chỉ mục trên một máy Windows 7 và Windows Server 2008 R2 khác, trên một máy Windows chạy Windows Search 4 (như Windows Vista hoặc Windows Home Server) hoặc trên một thiết bị khác thực hiện truy vấn từ xa MS-WSP Giao thức.

#### Tìm kiếm liên đới
Windows Explorer cũng hỗ trợ liên kết tìm kiếm với các nguồn dữ liệu bên ngoài, chẳng hạn như các cơ sở dữ liệu tùy chỉnh hoặc các dịch vụ web, được hiển thị qua web và được mô tả thông qua định nghĩa OpenSearch. Mô tả vị trí chung (được gọi là Search Connector) được cung cấp dưới dạng một tập tin .osdx.  Sau khi cài đặt, nguồn dữ liệu sẽ truy vấn trực tiếp từ Windows Explorer. Các tính năng của Windows Explorer, chẳng hạn như xem trước và hình thu nhỏ, cũng làm việc với kết quả tìm kiếm liên đới.

#### Những hay đổi khác
- Windows 7 và Windows Server 2008 R2 hỗ trợ hiển thị các biểu tượng trong trình đơn ngữ cảnh và tạo các trình đơn ngữ cảnh được thu hẹp với các động từ tĩnh trong các menu con bằng cách sử dụng Registry thay vì một phần mở rộng của trình vỏ (Windows Shell).[36]
- Hộp tìm kiếm trong cửa sổ Explorer và thanh địa chỉ có thể được điều chỉnh lại kích thước.
- Một số thư mục trong ngăn điều hướng có thể được ẩn để giảm sự lộn xộn.
- Các thanh tiến trình và các biểu tượng lớp phủ trên một nút của ứng dụng trên thanh tác vụ.
- Chế độ xem nội dung hiển thị hình thu nhỏ và siêu dữ liệu.
- Bổ sung các nút để bật/tắt bảng xem trước cũng như tạo thư mục mới.

#### Những tính năng đã thay đổi hoặc bị loại bỏ
Trong Windows 7, một số tính năng đã được gỡ bỏ khỏi Windows Explorer, bao gồm khung thư mục có thể thu gọn, biểu tượng lớp phủ cho các mục được chia sẻ, nhớ kích thước và vị trí cửa sổ thư mục cá nhân, không gian đĩa trống trên thanh trạng thái, các biểu tượng trên thanh lệnh, Tự động Sắp xếp và Căn chỉnh với Grid, sắp xếp các tiêu đề cột trong các chế độ xem khác ngoại trừ chế độ xem chi tiết, khả năng vô hiệu lựa chọn hàng đầy đủ trong chế độ xem chi tiết, tự động cuộn ngang và thanh cuộn trong ngăn điều hướng và duy trì lựa chọn khi sắp xếp từ trình đơn Chỉnh sửa.

### Windows 8 và Windows Server 2012

The new File Explorer interface in Windows 8

Trình quản lý tệp trên Windows 8 và Windows Server 2012 được đổi tên thành File Explorer và giới thiệu các tính năng mới như giao diện được thiết kế lại kết hợp thanh công cụ ribbon và hộp thoại thao tác tệp được thiết kế lại hiển thị chi tiết hơn cũng như cho phép tạm dừng và tiếp tục các quá trình xử lý tệp tin. Khung chi tiết trong Windows Vista và 7 đã được gỡ bỏ và thay thế bằng một khung hẹp hơn mà không có biểu tượng và các cột chi tiết ít hơn. Nhưng các chi tiết khác được hiển thị bằng cách di chuột qua tên tệp.

### Windows 10 và Windows Server 2016
Các biểu tượng trong File Explorer đã được thiết kế lại. Các biểu tượng trở nên phẳng hơn và đơn giản hơn về mặt thiết kế. Các viền cửa sổ mỏng hơn so với phiên bản trước.

## Mở rộng
File Explorer có thể được mở rộng để hỗ trợ chức năng không mặc định bằng các phần mở rộng Windows Shell Extensions, là các đối tượng COM nối các chức năng mở rộng vào Windows Explorer. Các mở rộng của shell có thể ở dạng các trình xử lý mở rộng, thanh công cụ hoặc thậm chí các phần mở rộng không gian tên cho phép các thư mục nhất định (hoặc thậm chí các đối tượng không phải là hệ thống tập tin chẳng hạn như những hình ảnh được quét bởi máy quét) được trình bày dưới dạng một thư mục đặc biệt. File Explorer cũng cho phép siêu dữ liệu cho các tệp tin được thêm vào dưới dạng NTFS Alternate Data Streams, tách biệt với luồng dữ liệu cho tệp.
Trình điều khiển mở rộng shell được truy vấn bởi trình vỏ (shell) trước để sửa đổi hành động mà trình bao nhận. Chúng có thể được liên kết trên một loại tệp - ở đó chúng sẽ chỉ hiển thị khi một hành động cụ thể diễn ra trên một loại tệp cụ thể - hoặc trên cơ sở toàn cầu - luôn sẵn sàng. Vỏ hỗ trợ các bộ xử lý mở rộng sau đây:
| Trình xử lý              | Mô tả | Có thể được thực hiện trên                                                      | Phiên bản shell yêu cầu |
| ------------------------ | --- | ------------------------------------------------------------------------------- | --- |
| Context menu handler     | Thêm mục trình đơn vào trình đơn ngữ cảnh. Nó được gọi trước khi trình đơn ngữ cảnh được hiển thị. | Mỗi loại tệp                                                                    | Windows 95 and later. Windows 7 introduced IExecuteCommand |
| Drag-and-drop handler    | Kiểm soát hành động khi nhấp chuột phải vào kéo và thả và sửa đổi trình đơn ngữ cảnh xuất hiện. | Toàn cục                                                                        | Windows 95 về sau |
| Drop target handler      | Điều khiển hành động sau khi đối tượng dữ liệu bị kéo và thả qua một mục tiêu thả như tệp. | Mỗi loại tệp                                                                    | Windows 95 về sau |
| Data object handler      | Điều khiển hành động sau khi một tệp được sao chép vào khay nhớ tạm thời hoặc được kéo và thả qua một mục tiêu thả. Nó có thể cung cấp thêm các định dạng clipboard cho mục tiêu thả.                                   | Mỗi loại tệp                                                                    | Windows 95 về sau |
| Icon handler             | Chỉ định một biểu tượng tùy chỉnh cho một tập tin cá nhân giữa các lớp loại tập tin. Nó được gọi trước khi biểu tượng tập tin được hiển thị.                                                                            | Mỗi loại tệp                                                                    | Windows 95về sau |
| Property sheet handler   | Thay thế hoặc thêm các trang vào hộp thoại thuộc tính của một đối tượng. | Mỗi loại tệp                                                                    | Windows 95 về sau |
| Copy hook handler        | Cho phép chạy, sửa đổi hoặc từ chối hành động khi người dùng hoặc ứng dụng cố gắng sao chép, di chuyển, xóa, hoặc đổi tên một đối tượng.                                                                                | Không liên kết với loại tệp nào                                                 | Windows 95 về sau |
| Search handler           | Cho phép tích hợp trình bao của một công cụ tìm kiếm tùy chỉnh. | Không liên kết với loại tệp nào                                                 | Từ Windows 95 đến Windows XP |
| Infotip handler          | Cho phép lấy cờ và infotip thông tin cho một mục và hiển thị nó bên trong một chú giải công cụ bật lên khi di chuột. | Mỗi loại tệp                                                                    | Windows Desktop Update về saur |
| Thumbnail image handler  | Cung cấp cho một hình ảnh thu nhỏ được tạo ra và hiển thị cùng với loại alpha của nó khi một tập tin được chọn hoặc chế độ xem hình thu nhỏ được kích hoạt.                                                             | Mỗi loại tệp                                                                    | Windows Desktop Update and later. Windows Vista introduced a newer IThumbnailProvider interface that also shows thumbnails in the Details pane. The older IExtractImage is still supported but not in the Details pane. |
| Disk Cleanup handler     | Thêm mục nhập mới vào Disk Cleanup và cho phép chỉ định vị trí hoặc tệp đĩa bổ sung để dọn dẹp. | Mỗi thư mục                                                                     | Windows 98 về sau |
| Column handler           | Cho phép tạo và hiển thị cột tùy chỉnh trong chế độ xem Chi tiết của Windows Explorer. Nó có thể được sử dụng để mở rộng phân loại và nhóm.                                                                             | Mỗi thư mục                                                                     | Windows 2000 về sau |
| Icon overlay handler     | Cho phép hiển thị biểu tượng lớp phủ trên đối tượng trình bao (biểu tượng tệp hoặc thư mục). | Mỗi loại tệp                                                                    | Windows 2000 về sau |
| Metadata handler         | Cho phép xem và sửa đổi siêu dữ liệu được lưu trữ trong một tệp. Nó có thể được sử dụng để mở rộng các cột xem chi tiết, infotips, các trang thuộc tính, sắp xếp và nhóm.                                               | Mỗi loại tệp                                                                    | Windows 2000 về sau |
| Filter handler (IFilter) | Cho phép các thuộc tính tệp và nội dung của nó được lập chỉ mục và tìm kiếm bằng Dịch vụ Lập chỉ mục hoặc Windows Search                                                                                                | Mỗi loại tệp                                                                    | Windows 2000 về sau |
| AutoPlay handler         | Xem xét phương tiện và thiết bị di động vừa được phát hiện và dựa trên nội dung, chẳng hạn như hình ảnh, nhạc hoặc tệp video, khởi chạy một ứng dụng thích hợp để phát hoặc hiển thị nội dung.                          | Cho mỗi loại tệp. Chỉ dành cho Windows XP: mỗi thiết bị và cho mỗi loại tệp tin | Windows XP về sau |
| Property handler         | Cho phép xem và sửa đổi thuộc tính do hệ thống xác định và tuỳ chỉnh của một tệp. | Mỗi loại tệp                                                                    | Windows Vista về sau, trên Windows XP có cài Windows Search. |
| Preview handler          | Hiển thị các bản xem trước nâng cao của các mục không khởi chạy ứng dụng mặc định khi tệp được chọn. Nó cũng có thể cung cấp điều hướng loại tệp cụ thể như duyệt qua tài liệu hoặc tìm kiếm bên trong tệp phương tiện. | Mỗi loại tệp                                                                    | Windows Vista về sau |

Tiện ích mở rộng không gian tên được sử dụng bởi Explorer để hiển thị một số dữ liệu - không tồn tại dưới dạng tệp - trong chế độ xem giống như thư mục hoặc để trình bày dữ liệu theo cách khác với tổ chức của họ trên hệ thống tệp. Tính năng này có thể được khai thác bởi một hệ thống tệp tin quan trọng như LiquidFOLDERs hoặc Tabbles, các dòng vô tính của Microsoft WinFS. Các thư mục đặc biệt như My Computer và Network Places trong Windows Explorer đều được thực hiện theo cách này, cũng như các khung nhìn của Explorer cho phép khám phá các mục trong điện thoại di động hoặc máy ảnh kỹ thuật số. Các hệ thống điều khiển sử dụng Explorer để duyệt các kho nguồn cũng sử dụng các phần mở rộng Namespace để cho phép Explorer duyệt các phiên bản. Để thực hiện một phần mở rộng không gian tên, các interface IPersistFolder, IShellView, IShellFolder, IShellBrowser và IOleWindo cần được thực hiện và đăng ký. Việc thực hiện cần cung cấp logic để điều hướng lưu trữ dữ liệu cũng như mô tả bản trình bày. Windows Explorer sẽ khởi tạo các đối tượng COM theo yêu cầu.
Trong khi Windows Explorer mở các điểm mở rộng như các giao diện COM, .NET Framework cũng có thể được dùng để viết các phần mở rộng, sử dụng chức năng COM Interop của.Net Framework. Trong khi Microsoft tự tạo các phần mở rộng có sẵn - chẳng hạn như công cụ Photo Info, Microsoft chính nó làm cho sẵn mở rộng – như Ảnh thông Tin cụ - chúng được tạo ra bằng cách sử dụng.NET Framework, chúng tôi khuyên bạn nên không nên viết các phần mở rộng của trình quản lý được quản lý, vì chỉ có thể thực hiện một lần cho CLR (trước phiên bản 4.0). Hành vi này sẽ gây ra xung đột nếu nhiều tiện ích bổ sung được quản lý, nhắm mục tiêu các phiên bản khác nhau của CLR, đang cố gắng chạy đồng thời.